# Nová Buková
Nová Buková (německy Neu Bukowa) je obec v okrese Pelhřimov v Kraji Vysočina. Žije zde 116 obyvatel.
Západně od zastavěné části obce prochází železniční trať Tábor – Horní Cerekev, na které je u silnice do Rohovky zřízena zastávka Nová Buková. Trať zde dosahuje své nejvyšší nadmořské výšky 668 metrů a překračuje evropské rozvodí Labe – Dunaj.

## Historie
První písemná zmínka o obci pochází z roku 1203. V roce 1590 vystavěl v obci Arnošt Leskovec tvrz, zvanou "Nová Buková". Roku 1692 se obec stala součástí panství Horní Cerekev.

## Obyvatelstvo
| Rok            | 1869 | 1880 | 1890 | 1900 | 1910 | 1921 | 1930 | 1950 | 1961 | 1970 | 1980 | 1991 | 2001 | 2011 | 2021 |
| -------------- | ---- | ---- | ---- | ---- | ---- | ---- | ---- | ---- | ---- | ---- | ---- | ---- | ---- | ---- | ---- |
| Počet obyvatel | 302  | 314  | 313  | 258  | 262  | 287  | 252  | 190  | 153  | 136  | 114  | 82   | 86   | 96   | 129  |
| Počet domů     | 37   | 39   | 43   | 39   | 39   | 42   | 43   | 44   | 37   | 37   | 31   | 37   | 39   | 42   | 49   |

## Obecní správa
V letech 1869–1975 Nová Buková byla obcí v okrese Pelhřimov (1869–1890), poté v okrese Kamenice nad Lipou (1900–1930) a později v okrese Pelhřimov. Od 1. července 1975 do 31. prosince 1991 patřila jako čast města k Horní Cerekvi a od 1. ledna 1992 je opět samostatnou obcí.

### Obecní symboly
Znak a vlajka byly obci uděleny rozhodnutím předsedy Poslanecké sněmovny Parlamentu České republiky dne 5. dubna 2017.

## Pamětihodnosti
- Kaple z roku 1901
- Tvrz přestavěná na statek
- Boží muka

## Zajímavosti
- Ve fasádě železničního strážního domku mezi silničním přejezdem a přístřeškem zastávky je schematicky vyznačena jeho poloha na evropském rozvodí mezi Labem a Dunajem.
- Na silnici ve směru na Pelhřimov se natáčely obrazové podklady pro tzv. zadní projekci k televiznímu filmu Nezralé maliny.

## Galerie

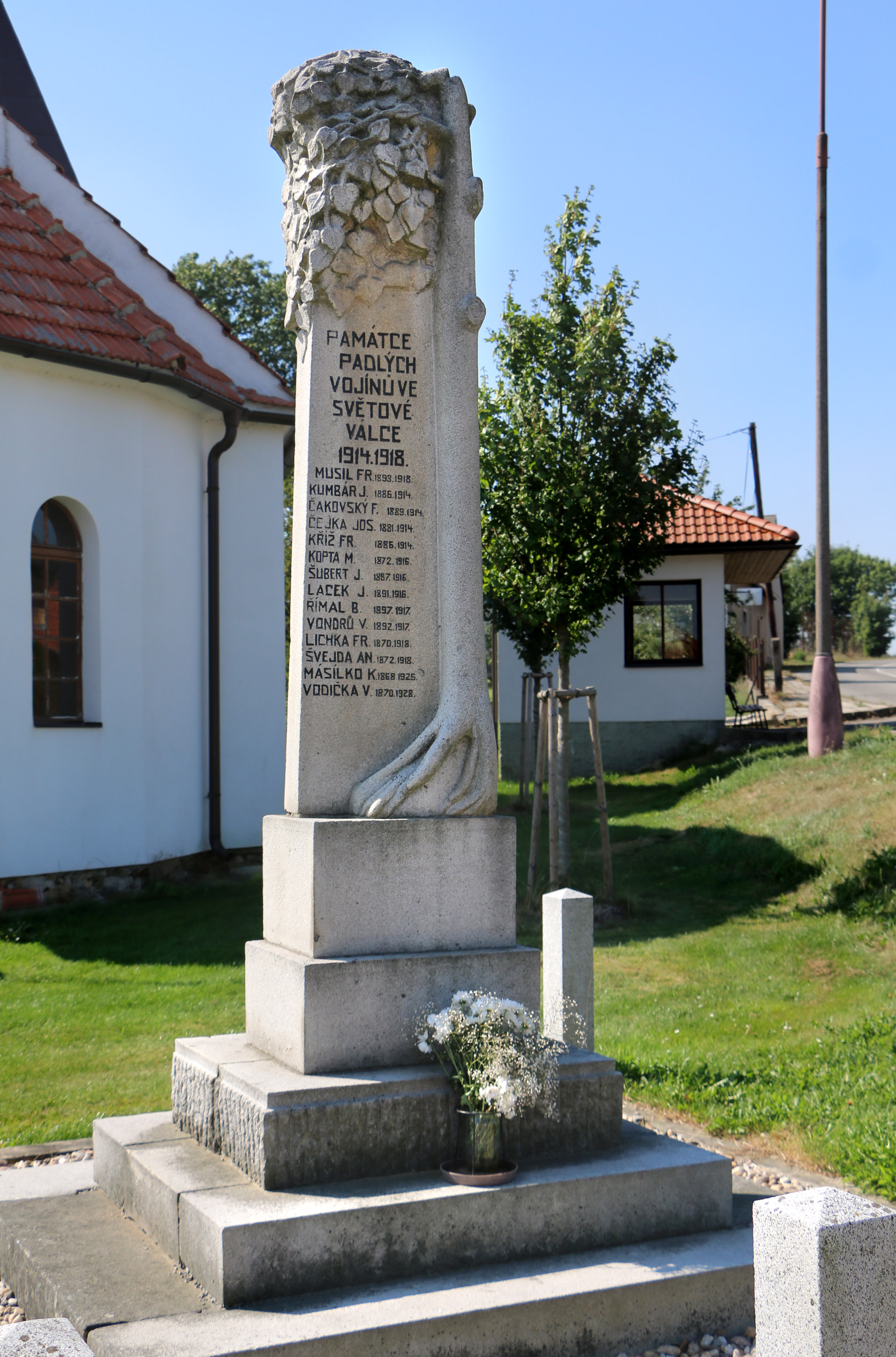
Památník obětem první světové války
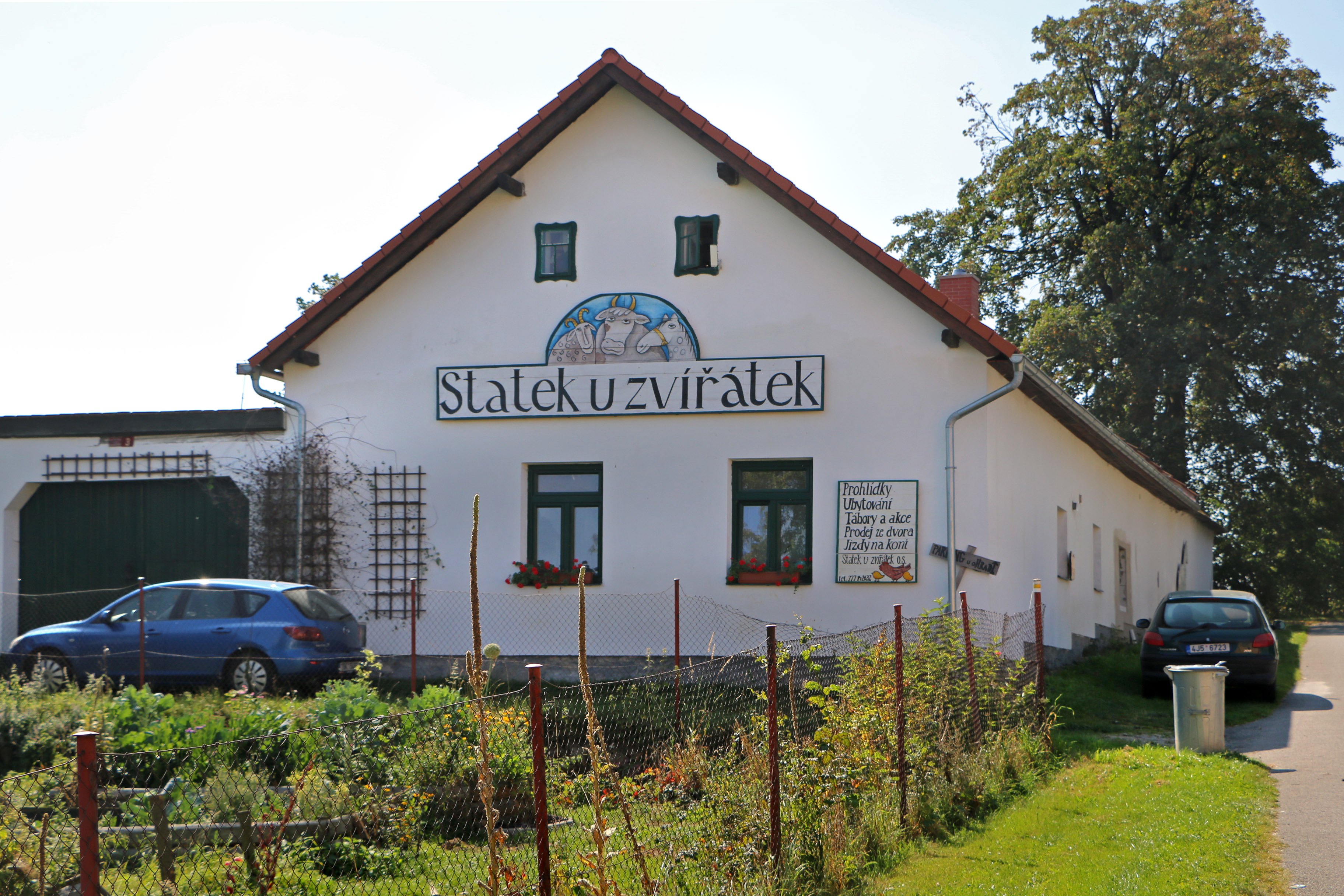
Statek U zvířátek
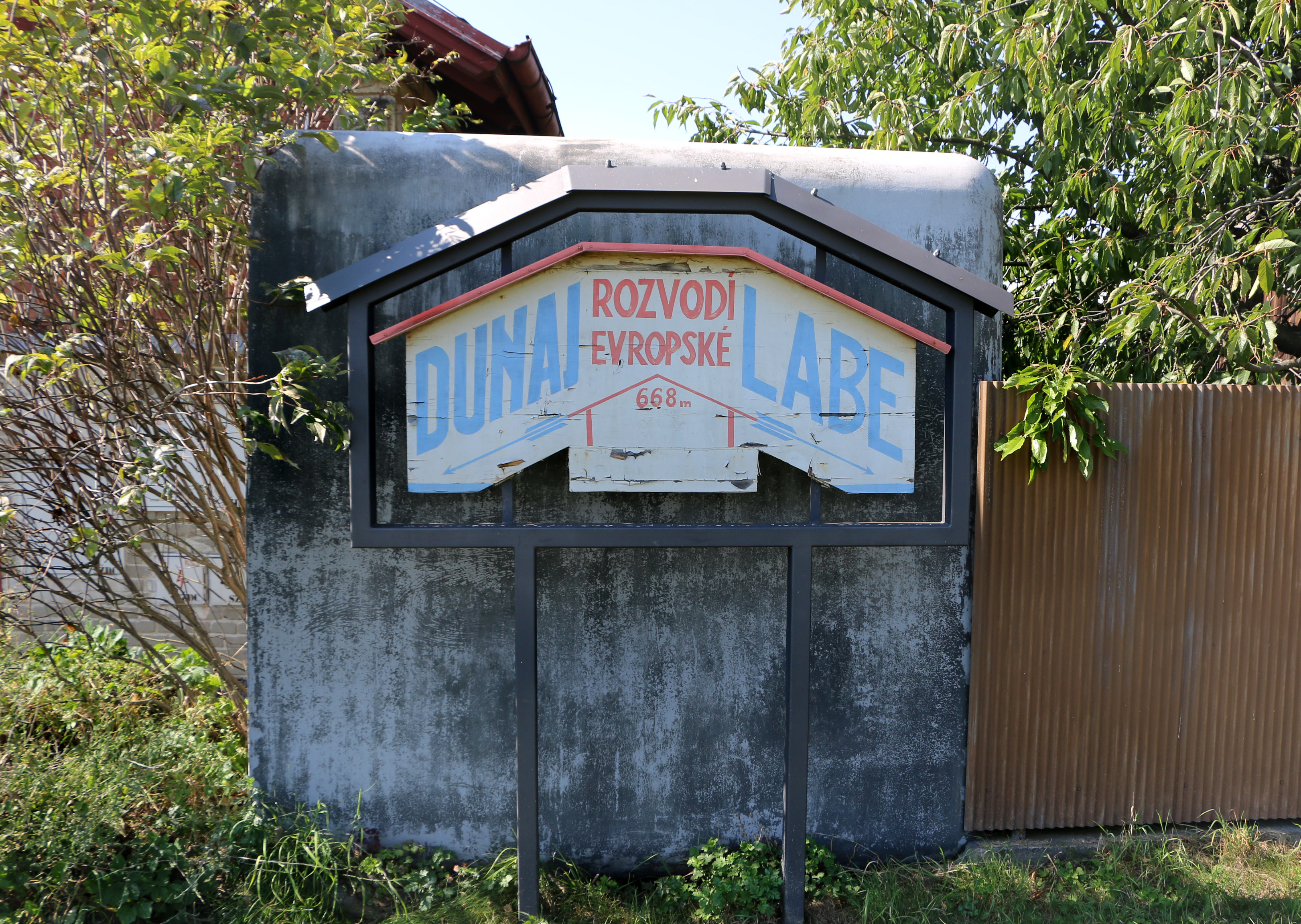
Schéma rozvodí u železniční zastávky
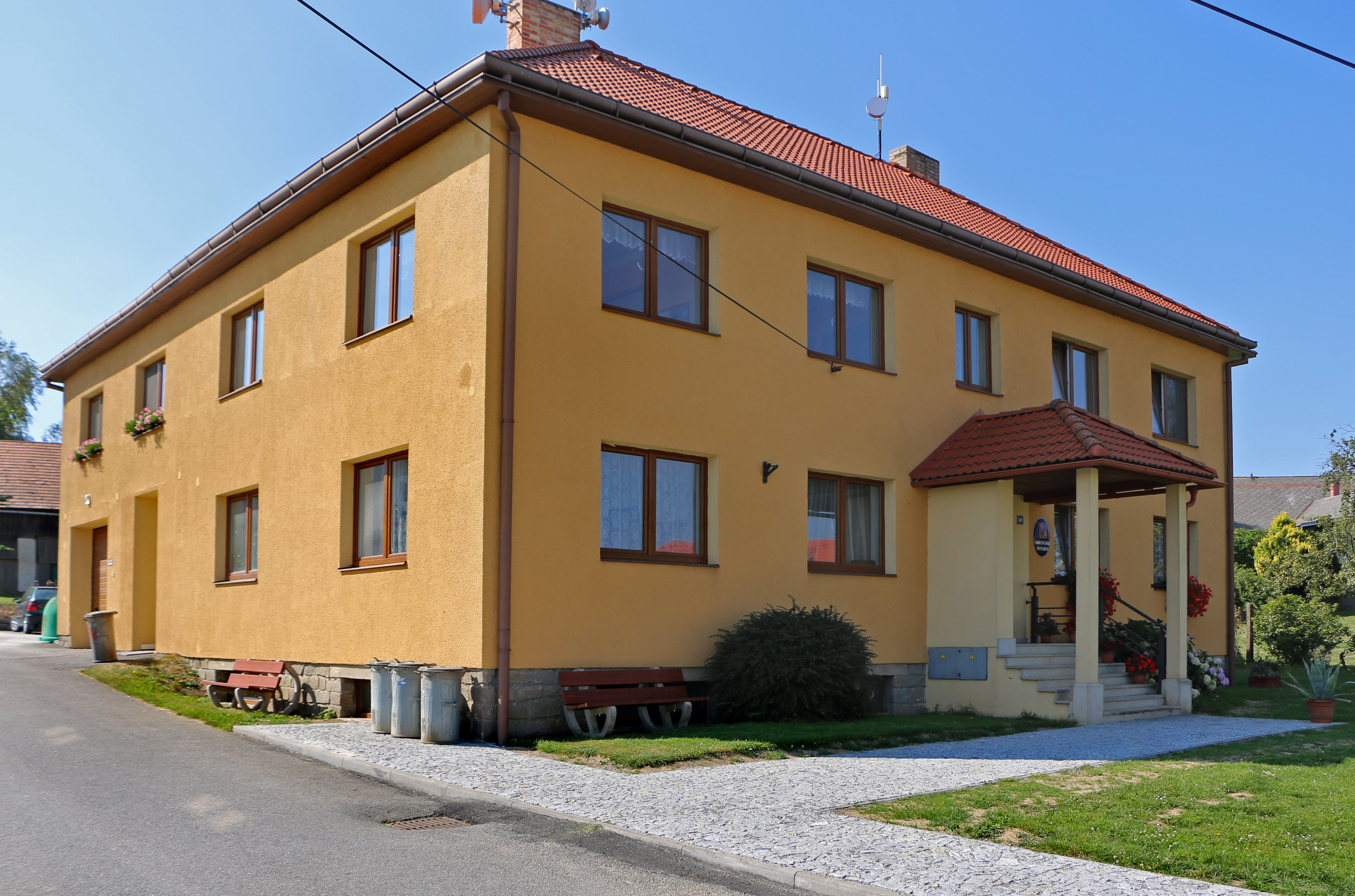
Obecní úřad